# بوهليل (طايفة)
بوهليل هي إحدى مشيخات المملكة المغربية، تتبع جغرافيا لإقليم تازة وإداريًا لطايفة. يقدر عدد سكانها بـ 2040 نسمة حسب الإحصاء الرسمي للسكان والسكنى لسنة 2004.